# Jolán
A Jolán női név. Dugonics András használta először 1803-ban megjelent Jólánka, Etelkának leánya című regényében. Forrása a középkori magyar Jóleán (jó leány), vagy a görög Jolantha, Jolanda (’viola’) név; a Jolánt utóbbi kettő magyarításának is tekintették. Változatai: Jolánta, régiesen Violánta.

## Gyakorisága
Az 1990-es években igen ritka név, a 2000-es években nem szerepel a 100 leggyakoribb női név között.

## Névnapok
- június 15.[2]
- november 18.[2]
- november 20.[2]

## Híres Jolánok
- Courtenay Jolán magyar királyné, II. András magyar király második felesége
- Árpád-házi Jolán aragóniai királyné, II. András magyar király és Courtenay Jolán magyar királyné lánya
- Jolán magyar királyi hercegnő, IV. Béla leánya
- Babus Jolán tanár, néprajzkutató
- Balázs Jolán magasugró
- Borbély Jolán etnográfus, pedagógus
- Földes Jolán magyar írónő
- Jászai Jolán, Joli néni színésznő
- József Jolán (1899-1950): József Attila költő nővére
- Kontsek Jolán olimpiai bronzérmes atléta, diszkoszvető, súlylökő, gerelyhajító, edző
- Sánta Jolán operaénekes
- Simon Jolán színésznő
- Bar Jolán aragóniai királyné
- Aragóniai Jolán nieblai grófné
- Aragóniai Jolán címzetes nápolyi királyné
- Aragóniai Jolán nápolyi trónörökösné
- Aragóniai Jolán lunai grófné
- Aragóniai Jolán kasztíliai királyné